# Starling Framework
Starling Framework — це фреймворк з відкритим кодом, який використовується для створення 2D-ігор, які працюють як на мобільних, так і на настільних платформах. Він відтворює традиційну архітектуру зі списками відображення у Flash поверх графічного прискорювача. На Starling зроблено кілька комерційних ігор наприклад Angry Birds Friends і Incredipede.

## Історія
Starling був ініційований у 2011 році компанією Adobe незабаром після впровадження API Stage3D у своїх системах AIR та Flash. Stage3D дозволяє використовувати GPU всередині Flash Player через низькорівневий API; Starling повинен спростити перехід для розробників, надавши API високого рівня, побудований поверх Stage3D.

## Бібліотеки
З моменту введення Starling, кілька бібліотек з відкритим кодом були опубліковані сторонніми розробниками, які залежать від Starling і розширюють його функціональність.
- Feathers [Архівовано 15 січня 2019 у Wayback Machine.] дозволяє створювати легкі користувальницькі інтерфейси для мобільних і настільних ігор і додатків.
- Citrus Engine [Архівовано 24 грудня 2013 у Wayback Machine.] це ігровий рушій, який є найпопулярнішим для платформерського комплекту.
- Dragon Bones [Архівовано 15 січня 2019 у Wayback Machine.] — це 2D рішення для скелетної анімації, доступне як плагін для Flash, що експортує анімацію для Starling.
- StarlingPunk [Архівовано 16 січня 2019 у Wayback Machine.] призначений для розробки 2D флеш-ігор.
- Flox [Архівовано 16 січня 2019 у Wayback Machine.] — це служба, орієнтована особливо на розробників Starling (і побудована тією ж командою).
- GameBuilder Studio [Архівовано 16 січня 2019 у Wayback Machine.] є відкритим джерелом ігрового рушія і візуальний WYSIWYG інструмент для створення професійних крос-платформних 2D ігор. Оптимізовано для мобільних пристроїв і Інтернету за допомогою механізму візуалізації Starling.